# あおやま英雄
あおやま 英雄（あおやま ひでお、本名:青山英雄、1953年〈昭和28年〉1月23日 - 2008年〈平成20年〉1月30日）は、日本の元漫画家。長崎県福江市(現：五島市)出身で血液型はO型。

## 経歴
1977年（昭和52年）、『少年ジャンプ増刊号』に掲載された『おれはプロレスラーバッファロー権田』でデビュー。1981年（昭和56年）、『週刊少年キング』に『OH！ダイナマイト』を連載する。同年、ペンネームを”ファイター五島”からあおやま英雄に改める 。
その後は少年誌・スポーツ雑誌・4コマ漫画誌・新聞などで、プロレスと野球を中心にスポーツ漫画を執筆していく。代表作の『ジャングルリング』『それ行けナガシマさん』はいずれも漫画雑誌以外での漫画の連載ながらも長期間の連載となり、読者に親しまれていた。
しかし、1997年秋頃から病を患い、連載の打ち切りや休養を余儀なくされた。一時期は妻による支援のもと、漫画家に復帰し連載を再開するも、半身不随により絵がうまく描けないなどの問題が生じた。2008年1月30日、脳内出血により死去。55歳没。

## 主な作品
- ジャングルリング（月刊ゴング(後に週刊ゴング)、日本スポーツ出版社、全3巻）※『Lady'sゴング』にも掲載
- それ行けナガシマさん（東京スポーツ、東京スポーツ新聞社、全2巻）※単行本は竹書房・フローラル出版発行。竹書房の単行本は『テレビじゃ見れない!棒球劇場』となっている
- セコセコブルース（ギャグダ、竹書房）
- それいけチップス（コミックゲラゲラ、日本文華社）
- がんばれ!ナガスマ君（コミックゲラゲラ、日本文華社）
- 闘魂の素（月刊少年キャプテン、徳間書店、全1巻）
- スポーツてんこ盛り（週刊少年サンデー、小学館）※『週刊少年サンデー超』にも掲載
- 爆発テレビジョン（月刊少年コミック、少年画報社）
- スポーツバトルロイヤル（松文館、全1巻）
- 闘魂パラダイス（まんがパロ野球ニュース、竹書房）
- ナガシマ必笑伝説（まんがパロ野球ニュース、竹書房）
- つっぱりランド（大相撲、読売新聞東京本社）